# Lázaro Cárdenas, Tlaxcala
Lázaro Cárdenas là một đô thị thuộc bang Tlaxcala, México. Năm 2005, dân số của đô thị này là 2548 người.